# Pencil2D
Pencil2D je svobodný a otevřený 2D animační software dostupný pro operační systémy Windows, Mac OS a Linux. Je odvozen od programu Pencil. Aplikace používá na kreslení bitmapové/vektorové rozhraní k vytváření jednoduché dvojrozměrné grafiky a kreseb a také animací.
Pencil je napsán v programovacím jazyku C++ a je založen na knihovně Qt. Licencí programu je GNU General Public License. Začal jej pod názvem Pencil Planner programovat jako jednoduchý "zkušební výtvarný (tužka)" program Patrick Corrieri na konci roku 2005. Do současné podoby byl rozšířen hlavně Pascalem Naidonem. Jeho kopii nazvanou Pencil2D dále rozvíjí Matt Chang.
Cílem je vyvinout jednoduše, intuitivně ovládaný nástroj na ruční kreslení dvojrozměrných animací, se kterým se bude pracovat lehce a snadno. Zaměřit se na animování (rozhýbání nakreslených obrázků). Sourodé přepínání mezi rastrovým a vektorovým pracovním postupem umožňuje stále dělat náčrtky, nanášet barvu a malovat.
Kreslí se na plátno umístěné ve středu okna programu. Nalevo od něj jsou skupiny kreslicích nástrojů. Napravo jsou barevné stupnice a posuvníky pro sytost a další možnosti zobrazení. Ovládání možností vrstvení, přidání zvuku a přehrávání animace je dole.
Procházení jednotlivých snímků, které mohou tvořit animaci, řeší časová osa a ovládání umístěné v dolní části rozhraní. Každý snímek je jedním políčkem animace. Soudržnost snímků se udržuje pomocí „průklepové“ funkce, která sousední snímky dělá poloprůhledné, takže to vypadá, jako by byly kresleny na pauzovací papír. Přehrávání záznamu tvořeného z těchto snímků zajišťují vestavěné ovládací prvky. Během přehrávání lze podle potřeby tvořit smyčku animace včetně nastavení počtu snímků za sekundu.